# Livio Zava
Livio Zava (...) è un rugbista a 15, dirigente sportivo e medico italiano, fondatore nel 1932 del Rugby Treviso.

## Biografia
Studente di medicina all'Università di Padova ed ex giocatore dell'Associazione Fascista Calcio Padova Rugby, fonda a Treviso nel 1932 il Rugby Treviso.